# Heritiera longipetiolata
Heritiera longipetiolata är en malvaväxtart som beskrevs av Kanehira. Heritiera longipetiolata ingår i släktet Heritiera och familjen malvaväxter. Inga underarter finns listade i Catalogue of Life.